# جورج تولى
جورج تولى (بالإنجليزية: George Tully)‏ هو لاعب كرة قدم أمريكية أمريكي، ولد في 12 مارس 1904 في أورانج ‏ في الولايات المتحدة، وتوفي في 1 مايو 1980 في ورسستر في الولايات المتحدة.

## وصلات خارجية
- جورج تولى على موقع مرجع كرة القدم المحترفة.كوم (الإنجليزية)
- جورج تولى على موقع JustSportsStats.com (الإنجليزية)
- جورج تولى على موقع كلية كرة القدم في سبورتس رفرنس.كوم (الإنجليزية)